# 柯蒂斯音樂學院
柯蒂斯音樂學院（The Curtis Institute of Music）是位于费城的一所私立音乐学院，提供可获得表演文凭、音乐学士、歌剧音乐硕士或歌剧专业研究证书的学习课程。它的使命是教育和培训特别有天赋的年轻音乐家。所有学生都以全额奖学金入学。
寇蒂斯音樂學院成立於1924年，創辦人是瑪麗·路易絲·柯蒂斯·布克，並命名為柯蒂斯·賽勒斯，紀念她的父親。

## 著名校友
- 劉孟捷
- 曾宇謙
- 林品任
- 陳銳
- 希拉蕊·哈恩(Hilary Hahn)
- 孔祥东
- 郎朗
- 王羽佳
- 张昊辰
- 保羅·羅梅洛 (Paul Romero) （页面存档备份，存于）

## 外部連結
- 官方网站